# Rauschbeerenspanner
Der Rauschbeerenspanner (Arichanna melanaria), auch Rauschbeeren-Fleckenspanner oder Rauschbeerspanner, Sumpfheidelbeerspanner oder Gefleckter Rauschbeerenspanner genannt, ist ein Schmetterling (Nachtfalter) aus der Familie der Spanner (Geometridae).

## Merkmale
Die Falter erreichen eine Flügelspannweite von 36 bis zu 41 Millimetern (36 bis 39 Millimeter). Die Vorderflügel sind von weißlicher, teilweise schmutzig hellgrauer Farbe mit mehreren in viele kleine schwarze bis braune Flecke aufgelöste Querbinden. Bei der f. hanseni Hedemann, 1881 sind alle vier Flügel braun übertönt. Die Zeichnung ist bei den Männchen des Rauschbeerenspanners insgesamt kontrastreicher als beim Weibchen. Die Hinterflügel sind bei den Weibchen hellgelb, bei den Männchen kräftig gelb mit jeweils einigen schwärzlichen Flecken. Die männlichen Falter besitzen doppelt gekämmte Fühler.
Die Raupen sind glatt, von gelblicher Farbe und haben mehrere gewellte, schwarze Längslinien, die seitlich dicker sind. An der Seite befinden sich außerdem mehrere orangegelbe Flecke. Die Puppe ist braungelb und besitzt einen kegelförmigen Kremaster mit zwei Dornen.

### Ähnliche Arten
Die Art ist eigentlich in Europa unverwechselbar. Eine gewisse Ähnlichkeit besteht noch zum Stachelbeerspanner (Abraxas  grossulariata). Dieser besitzt wesentlich weniger und auch größere Flecke sowie eine rein weiße Grundfärbung sämtlicher Flügel.

## Geographische Verbreitung und Lebensraum
Der Rauschbeerenspanner kommt im Wesentlichen in Mittel-, Nord- und Osteuropa vor, etwa von den Alpen bis ins nördliche Fennoskandien. In Westeuropa liegen die westlichsten Vorkommen in den Vogesen und der ?Auvergne. Die Art fehlt daher auf den Britischen Inseln, der Iberischen Halbinsel, weitgehend in Frankreich, den Beneluxstaaten, Italien (mit Ausnahme des Alpenanteils) und der Balkanhalbinsel sowie auf sämtlichen Mittelmeerinseln. In östlicher Richtung reicht das Verbreitungsgebiet bis in den russischen Fernen Osten und Japan. In Zentralasien ist die Art z. B. im Altai nachgewiesen.
Man findet die Art in Moorgebieten, wie Moorwäldern, Heidemooren und Moorwiesen in unterschiedlicher Häufigkeit. An eng begrenzten Stellen kann sie sehr zahlreich sein, andernorts ist sie sehr selten. Im Schwarzwald kommen sie in über 1110 Meter noch vor. Auf der Insel Kyūshū (Japan) kommt die Unterart Arichanna melanaria fraterna in den höheren Bergregionen vor. Die höchsten Gipfel sind dort bis über 1700 Meter hoch.

## Lebensweise
Der Rauschbeerenspanner bildet eine Generation im Jahr, deren Falter in Europa von Ende Juni bis Anfang August fliegen. Die Falter sind nachtaktiv und kommen ans Licht. Sie können aber auch am Tag relativ einfach aus der Krautschicht aufgescheucht werden. Die Falter werden gelegentlich recht weit von ihrem eigentlichen Lebensraum entfernt, z. B. in Städten am Licht gefunden, was darauf hindeutet, dass sie relativ flugfreudige Falter sind. Die Raupen schlüpfen im September aus den Eiern und ernähren sich von den Blättern von Rauschbeere (Vaccinium uliginosum), Moosbeere (Vaccinium oxycoccos), Sumpfporst (Rhododendron tomentosum) oder Heidelbeere (Vaccinium myrtillus). Sie überwintern und verpuppen sich im Mai oder Juni des folgenden Jahres.
Der Lebenszyklus der Unterart Arichanna melanaria fraterna aus Japan ist etwas unterschiedlich. In den Kuzyu-Bergen der Insel Kyushu fliegen die Falter von Mitte Juni bis Ende August. Die Eier werden einzeln in die Laubstreu oder auf abgestorbene und abgeworfene Blätter direkt unter den späteren Nahrungspflanzen der Raupen abgelegt. Die Eier bzw. die Eiraupen in den Eihüllen überwintern und die Eiraupen schlüpfen erst im April und Mai des folgenden Jahres. Die Raupen fressen in erster Linie an Rhododendron kiusianum. Nach einer sehr kurzen Entwicklungszeit von nur etwa einem Monat verpuppt sich die Raupe in der Erde. Arichanna melanaria fraterna wird in Japan als ein Schädling an Rhododendron kiusianum angesehen.

## Gefährdung
In Deutschland schwankt das Vorkommen erheblich. In der Roten Liste gefährdeter Arten wird der Rauschbeerenspanner in Kategorie 2 (stark gefährdet) geführt.

## Taxonomie
Das Taxon Arichanna melanaria wird derzeit in folgende Unterarten unterteilt:
- Arichanna melanaria melanaria (Linné, 1758), im größten Teil des Verbreitungsgebietes
- Arichanna melanaria fraternae Butler, 1878, Japan[7]
- Arichanna melanaria aciculata Inoue, 1946, Sachalin[9][10]

## Sonstiges
Die Deutsche Bundespost nahm die Art in ihre Motiv-Serie „Gefährdete Nachtfalter“ auf.